# Apozyx penyai
Apozyx penyai är en stekelart som beskrevs av Mason 1978. Apozyx penyai ingår i släktet Apozyx och familjen bracksteklar. Inga underarter finns listade i Catalogue of Life.